# 슈야
슈야(러시아어: Шуя)는 이바노보주의 도시로, 주민은 7만2,000명이 거주하고 있다. 이바노보 주에서 3번째로 큰 도시이다.

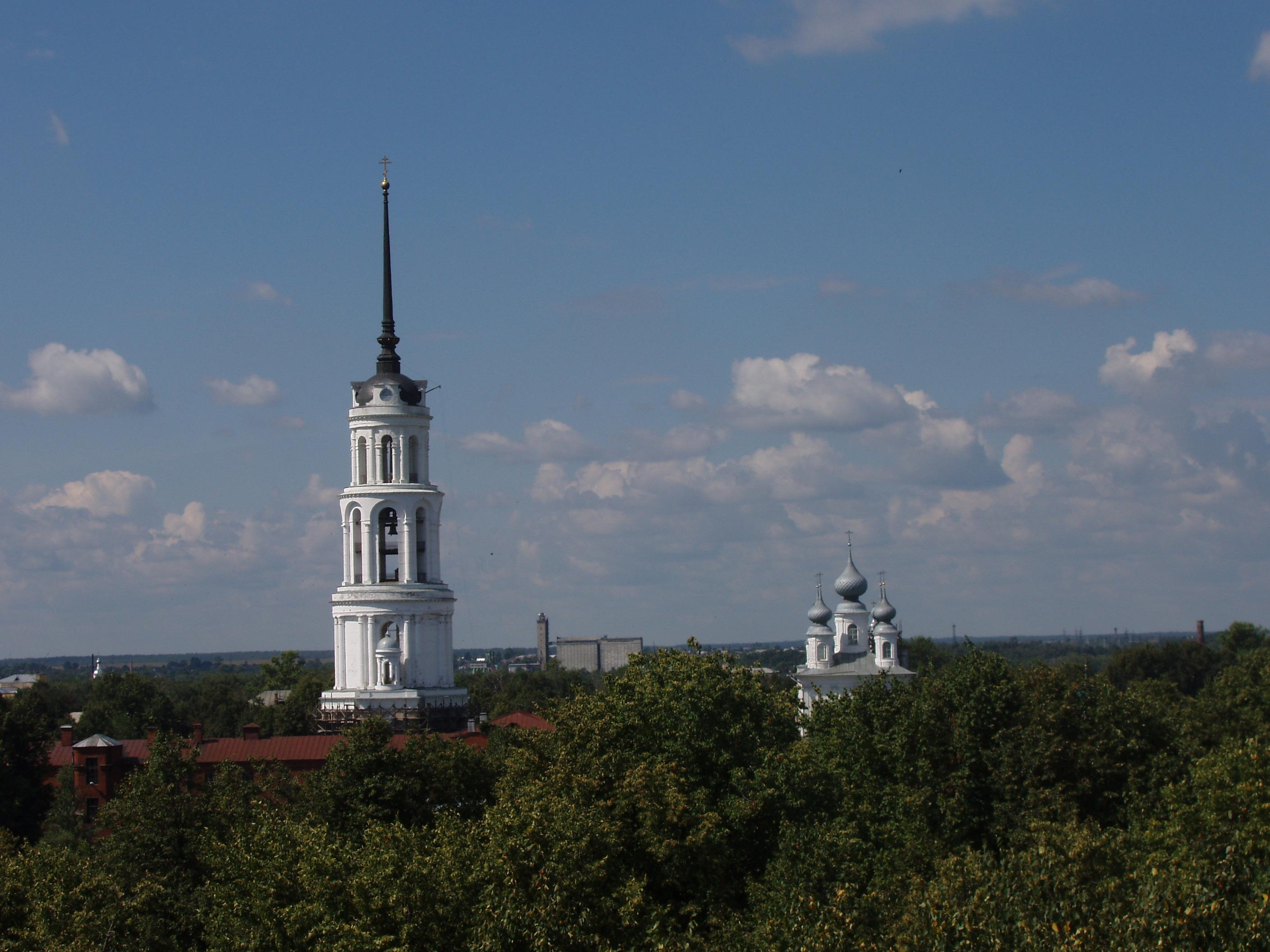

1403년부터 슈이스키라고 불렸다.